# Jean Dybowski
Jean Dybowski (Paris, 20 de abril de 1856 — 18 de dezembro de 1928 ) foi um agrônomo francês.
Efetuou seus estudos na "Escola Nacional Superior de Agronomia de  Grignon"  e tornou-se mestre de conferências em horticultura nesta cidade, em 1856. Parte em  1889  para estudar no sul da Argélia onde , em 1892, assume o cargo de Inspetor Geral das Colônias. Em 1893,  parte numa expedição ao  Congo e  Oubanghi, onde recolhe cerca de 600 espécimes de pássaros, representando 160 espécies, que serão descritas por  Émile Oustalet (1844-1905).
Ele foi o fundador de centro de pesquisas agrárias  de Nogent-sur-Marne. 
Dybowski publicou  o tratado Traité de culture potagère em 1875, Les Jardins d’essai em  1897 e o  Guide du jardinage em  1899.